# FFF制
犁长–四分–十四夜（furlong–firkin–fortnight，FFF）制是一种脱离实际的幽默单位系统。该系统长度单位是犁长，质量单位是四分桶水，时间单位是十四夜。  与SI或米-千克-秒制一样，有速度、体积、质量和重量等派生单位。有时也称为FFFF系统，第四个“F”是华氏温度单位（Fahrenheit）。
FFF制并无实际使用，但已用作不同单位制相对优点对比示例。  一些 FFF单位，特别是“微十四夜”，在计算机科学中俏皮使用。FFF制派生单位“犁长每十四夜”除了具有“任何模糊单位”含义外，也常出现在单位转换和量纲分析课堂示例中。

## 基本单位及定义
| 单位   | 缩写 | 维度 | 国际单位制     | 英制单位 |
| ------ | ---- | ---- | -------------- | -------- |
| 犁长   | fur  | 长度 | 201.168米      | 220码    |
| 四分   | fir  | 质量 | 40.8233133公斤 | 90磅     |
| 十四夜 | ftn  | 时间 | 1,209,600秒    | 14天     |

## 常用倍数和派生单位

### 微十四夜和其他十进制前缀
一微十四夜等于1.2096秒，这已成为计算机科学中的一个玩笑，因为在VMS操作系统中，TIMEPROMPTWAIT 变量，发现操作者在启动时所设置日期和时间无效时，计算机使用忙碌等待而非内部时钟进行计时，但是内部时钟还没有激活以运行定时器，则设置以微十四夜为单位。文档中指出“[t]he time unit of micro-fortnights is approximated as seconds in the implementation”。
新黑客词典偶尔会用毫十四夜（millifortnight，约 20 分钟）和 纳十四夜（nanofortnight）。

### 犁长每十四夜
犁长每十四夜是速度单位，肉眼几乎无法察觉，单位转换为：
- 1.663 ×10−4 m/s，（即 0.1663 毫米/秒），
- 大约1 厘米/分钟（400 分之一以内），[b]
- 5.987 ×10−4  公里/小时，
- 约 3⁄8 英寸/分钟，
- 3.720 ×10−4  英里/小时，
- 3¾ 英寸分针尖端的速度。

### 光速
光速为1.8026×1012犁长每十四夜（1.8026 兆犁长每十四夜）。根据质能等价，1 四分等于3.24936676×1024 四分·犁长2/十四夜2

### 其他
FFF制中，传热系数通常叫做英热单位每英尺/英寻每华氏度每十四夜。热导率单位为英热单位每十四夜每犁长每华氏度。
与更常见的犁长每十四夜一样， “四分每十四夜”代表“任何晦涩难懂的单位”。 

## 参阅
- 计数计量单位列表
- 幽默计量单位列表

## 脚注
1. ↑  The firkin of the FFF System is defined as the mass of an imperial firkin (9 imp gal) of water. The imperial gallon was originally defined as the volume of 10 lb of distilled water (weighed according to specific conditions). From this definition a density of 10 lb/imp gal is derived, giving the firkin of water a mass of 90 lb.
2. ↑  Indeed, if the inch were defined as 2.5454... cm, it would be 1 cm/min[9]
3. ↑  The foot-fathom is a unit of area; 1 foot-fathom is equal to 6 square feet.